# 然巴乡
然巴乡（藏語：རམ་པ་），是中华人民共和国西藏自治区日喀则市仁布县下辖的一个乡镇级行政单位。

## 行政区划
然巴乡下辖以下地区：
空江村、然巴村、卓达村、德米村、孜松村、玛日村、卓村、嘎珠村和日聂村。